# Malta (stacja kolejowa)
Malta (ros. Малта) – stacja kolejowa w miejscowości Malta, w gminie Rzeżyca, na Łotwie. Leży na linii dawnej Kolei Warszawsko-Petersburskiej.
Stacja powstała pod nazwą Antonopol w 1860 pomiędzy stacjami Ruszona a Rzeżyca. W 1879 jej nazwę zmieniono na Kierbedź na cześć polskiego inżyniera Stanisława Kierbedzia. Brak danych jak długo utrzymała się ta nazwa.